# Anthaxia caerulea
Anthaxia caerulea es una especie de escarabajo del género Anthaxia, familia Buprestidae. Fue descrita científicamente por Bílý en 2020.